# 小行星7275
小行星7275（7275 Earlcarpenter）是一颗围绕太阳公转的小行星。1983年2月15日，諾曼·G·托馬斯在可可尼诺县发现了此天体。
这颗小行星的绝对星等为112.29129等。